# لورنتز (دهانه)
لورنتز یک دهانه برخوردی در ماه‌ است.

## دهانه‌های اقماری
این دهانه ۴ دهانه اقماری دارد.
| Lorentz | عرض جغرافیایی | طول جغرافیایی | قطر          |
| ------- | ------------- | ------------- | ------------ |
| P       | ۳۱.۸° N       | ۹۸.۵° W       | ۳۸.۰ کیلومتر |
| R       | ۳۳.۴° N       | ۹۹.۲° W       | ۳۳.۰ کیلومتر |
| U       | ۳۵.۰° N       | ۱۰۰.۰° W      | ۲۲.۰ کیلومتر |
| T       | ۳۴.۶° N       | ۱۰۰.۳° W      | ۲۰.۰ کیلومتر |